# Arkaitz
Arkaitz (ou Harkaitz) est un prénom masculin basque.
Ce nom provient de haitz qui signifie « colline de pierres, montagne, sommet » et équivalent onomastique latin de Petrus dans le Nouveau Testament.

## Prénoms
- Pour l'ensemble des articles sur les personnes portant ce prénom, consulter :
  - la liste des articles dont le titre commence par ce prénom
  - les listes produites par Wikidata : Liste des personnes de prénom « Arkaitz » — même liste en incluant les éventuels prénoms composés qui contiennent « Arkaitz ».